# Sint-Mariakerk (Grimmen)
De Sint-Mariakerk (Duits: St.-Marienkirche) is een vroeggotische hallenkerk in de historische binnenstad van de Noord-Duitse stad Grimmen. 

## Geschiedenis
Omstreeks het jaar 1250 werd Grimmen gesticht. Met de bouw van de vroeggotische Mariakerk werd omstreeks het jaar 1275 begonnen. Er ontstond een hallenkerk van vijf traveeën. Naast de kerk telde de stad ook nog een zestal kapellen. In het midden van de 18e eeuw was er van al deze kapellen geen enkele meer over. Later werd aan de westelijke kant van het gebouw een toren in gotische stijl aangebouwd.  
In de 15e eeuw werd het hallenkoor met omgang toegevoegd. 
De vierkante toren heeft vier verdiepingen en is 51,4 meter hoog. In de toren bevinden zich vier waardevolle klokken, die werden gegoten in de jaren 1458, 1620, 1651 en 1796. De grote klok werd in de Tweede Wereldoorlog in beslag genomen, maar kon in 1949 na terugkeer van het klokkenkerkhof te Hamburg weer worden opgehangen.
Tijdens een renovatie in de jaren 1976-1977 werden laatmiddeleeuwse muurbeschilderingen ontdekt en vervolgens gerestaureerd. In 1986 kreeg de kerk een nieuwe dakbedekking. Het orgel werd na die Wende vernieuwd. In de loop van de jaren 1990 volgden een reeks van renovaties en moderniseringen. 

## Interieur
- In de torenruimte onder het orgel bevindt zich een grafmonument van de familie Schwerin-Grellenberg. In de noordelijke torenruimte zijn het vroeggotische kalkstenen doopvont, een epitaaf, een offerblok en resten van het oude uurwerk van de toren te zien.
- De Mauritiuskapel in het noordwestelijke kerkschip werd in 1615 voor 500 gulden aangekocht door Albrecht Waknitz. Tot 1945 had de familie er het recht om er te begraven. De kapel is nog altijd de laatste rustplaats van 15 familieleden. Bij de ingang van de kapel staan twee grote engelen. De voorruimte van de kapel is tegenwoordig als een herdenkingsruimte voor de gevallenen in de oorlogen ingericht.
- In het omgangskoor staan twee biechtstoelen opgesteld. Tot de 19e eeuw werd er de biecht afgenomen. Degenen die deel wilden nemen aan het avondmaal werden tijdens een korte godsdienstoefening bevraagd naar de kennis van de catechismus. Zware zonden konden worden uitgesproken, waarop de pastor de vergeving uitsprak.
- Vermeldenswaardig is de kansel uit 1707. Een engel dient als sokkel. De opgang en het hekwerk van de kansel is versierd met voorstellingen van de profeten en engelen, op de kanselkuip worden de vier evangelisten en de apostel Paulus uitgebeeld. Op het klakbord troont Christus met in Zijn hand de overwinningsvaan.
- Het hoofdaltaar van de kerk dateert uit de 19e eeuw. Het altaar van de dom van Greifswald strekte tot voorbeeld. Wat er met de middeleeuwse altaren is gebeurd is verder onbekend.
- Tot de bijzonderheden van de kerk behoren het raads- en gildegestoelte uit resp. 1590 en 1586. De wangen van het raadsgestoelte hebben fraai houtsnijwerk van dieren, bloemen en wapens.

## Orgel
Van het oude orgel van Carl-August Buchholz bleef slechts de neogotische orgelkas bewaard. In 1992 werd door het bedrijf Mitteldeutscher Orgelbau A. Voigt GmbH uit Bad Liebenwerda een nieuw orgel gebouwd. Het bezit 24 registers verdeeld over drie manualen.